# Johannes Joachim Theodor Krüger
Johannes Joachim Theodor Krüger, également connu sous le nom de Tireur solitaire de Flesquières, est un artilleur allemand ayant combattu pendant la première Guerre mondiale, né le 4 novembre 1887 à Garwitz et mort le 10 décembre 1917 au Tréport.

## Biographie

### Première Guerre mondiale
Le matin du 20 novembre 1917, une attaque britannique est menée sur les positions allemandes à Flesquières. Une quinzaine de chars sont détruits. La destruction des chars s'explique par le déploiement par les Allemands de troupes entrainées au combat antichars.
Krüger  est pendant grièvement blessé par balle et fait prisonnier.

### Mort
Il meurt dans un hôpital britannique près de Dieppe le 10 décembre et est inhumé au cimetière militaire du Mont-Huon (en).

## Postérité
Pour justifier l'échec de l'attaque, le général Harper déclare que les chars ont été détruits par un mystérieux artilleur solitaire allemand. Cela lui permettait de justifier ces convictions selon lesquelles les chars doivent être accompagnés d'infanterie pour neutraliser les batteries adverses. Cette version est reprise par le maréchal Haig pour les mêmes raisons.
L'histoire apparaît dans l'édition du 1er mars 1918 du journal The London Gazette et parle d'un officier.
L'histoire est reprise en Allemagne en donnant le nom de Johannes Joachim Theodor Krüger comme l'artilleur en question. Philippe Gorczynski, dans À la poursuite des chars, mentionne également le sergent Kruger, disant qu’il a été retrouvé, mort, à côté d’un canon de sa batterie, mais il n’y a aucune preuve qu’il ait jamais été seul.
Entre-temps, le nombre de chars mis hors de combat par le « tireur solitaire » était passé de cinq à seize. Gorczynski estime qu’en tout, une quarantaine de chars ont été détruits, bien qu’il attribue cela à un certain nombre de batteries, et non à une seule, et encore moins à un canon. Il est également intéressant de noter que le rapport officiel britannique affirme que le « mitrailleur solitaire » était un officier alors que la version allemande le montre comme un sous-officier.